# Great Dane Airlines
Great Dane Airlines – duńskie linie lotnicze, które rozpoczęły działalność w czerwcu 2019 roku. Pierwsze rezerwacje lotów były możliwe na dzień 21 czerwca 2019 r.
Linie koncentrują się na lotach z i do Aalborga, czyli czwartego co do wielkości miasta Danii. Aalborg z populacją liczącą 215 000 mieszkańców jest relatywnie słabo skomunikowany z miastami europejskimi.
W październiku 2021 r. linie ogłosiły upadłość.

## Trasy
Great Dane Airlines przeprowadza regularne loty na trzech trasach:
- Aalborg - Edynburg
- Aalborg - Nicea
- Aalborg - Dublin

Poza tymi kierunkami przewoźnik chce się rozwijać poprzez obsługę lotów czarterowych.